# Storm (chanson de Victor Crone)
Pour les articles homonymes, voir Storm.
Chansons représentant l'Estonie au Concours Eurovision de la chanson
La Forza
(2018) What Love Is
(2020)
Singles de Victor Crone
Made Of
(2018)
Storm (« Tempête ») est une chanson interprété par le chanteur suédois Victor Crone. Elle représente l'Estonie au Concours Eurovision de la chanson 2019 à Tel-Aviv, Israël.

## À l'Eurovision

### Sélection
Le 16 février 2019, la chanson Storm de Victor Crone est sélectionnée pour représenter l'Estonie au Concours Eurovision de la chanson 2019 ayant remporté la finale nationale slovène Eesti Laul 2019.

### À Tel-Aviv
Elle est intégralement interprétée en anglais, et non en estonien, le choix de la langue étant libre depuis 1999.
Elle est interprétée lors de la deuxième moitié de la première demi-finale le 14 mai 2019.

## Liste des titres
| 1. | Sebi | Stig Rästa, Victor Crone, Fred Krieger | Stig Rästa, Victor Crone, Vallo Kikas, Sebastian Lestapier | 3:05 |

## Historique de sortie
| Pays ou région | Date             | Format                   | Label           |
| -------------- | ---------------- | ------------------------ | --------------- |
| Monde entier   | 21 décembre 2018 | Téléchargement numérique | Star Management |